# Šumvald
Šumvald (in tedesco Schönwald) è un comune della Repubblica Ceca, nella regione di Olomouc.